# Ostřice Pairaova
Ostřice Pairaova (Carex pairae, syn.: Carex muricata subsp. lampocarpa, Vignea muricata subsp. lampocarpa), je druh jednoděložné rostliny z čeledi šáchorovité (Cyperaceae). Někdy je udávána také pod jménem tuřice Pairaova nebo tuřice měkkoostenná měděná. Druh je součástí taxonomicky složitého komplexu Carex muricata agg.

## Popis
Jedná se o rostlinu dosahující výšky nejčastěji 20–80 cm. Je vytrvalá a trsnatá s dřevnatým oddenkem. Listy jsou střídavé, přisedlé, s listovými pochvami. Lodyha je trojhranná, nahoře hladká nebo mírně drsná, delší než listy. Čepele listů jsou asi 2–3 mm široké, ploché nebo uprostřed žlábkovité. Pochvy dolních listů jsou proužkované, hnědé, později až černé. Na bázi listové čepele je jazýček, který je širší než delší. Ostřice Pairaova patří mezi stejnoklasé ostřice, všechny klásky vypadají víceméně stejně a obsahují samčí a samičí květy. V dolní části klásku jsou samičí květy, v horní samčí. Klásky jsou uspořádány do cca 1,1–3 cm dlouhého lichoklasu (klasu klásků), což je na druhy z okruhu Carex muricata agg. poměrně málo. Na bázi dolních 1–5 klásku většinou jsou štětinovité listeny, které výrazně přesahují klásek. Květenství je víceméně souvislé, dolní 1–2 klásky jsou jen mírně oddáleny. Okvětí chybí. V samčích květech jsou zpravidla 3 tyčinky. Čnělky jsou většinou 2. Plodem je mošnička, která je v době zralosti tmavohnědá, vejcovitého tvaru, cca 3,2–3,8 mm dlouhá, na vrcholu pozvolna zúžená do relativně krátkého dvouzubého zobánku. Každá mošnička je podepřená plevou, která je za světle hnědá až narezavělá, za zralosti až průsvitná, na vrcholu špičatá až slabě osinkatá. Kvete nejčastěji v květnu až v červnu. Počet chromozómů: 2n = 50–58.

## Rozšíření
Ostřice Pairaova roste v Evropě a možná i v západní Asii. Přesné rozšíření není díky taxonomické obtížnosti skupiny jednoduché stanovit.

## Rozšíření v Česku
V ČR se vyskytuje roztroušeně až vzácně od pahorkatin do podhůří některých oblastí Čech. Na Moravě asi zcela chybí, i když je odsud z minulosti udávána. Tyto údaje však vznikly buď chybným určením nebo špatnou interpretací jména. Roste hlavně mimo zapojený les na člověkem narušených stanovištích, třeba na loukách, pasekách, na okrajích lesů aj.

## Příbuzné druhy
V ČR roste ještě několik dalších druhů z taxonomicky obtížné skupiny ostřice měkkoostenné (Carex muricata agg.): ostřice klasnatá (Carex contigua s. str.), ostřice měkkoostenná (Carex muricata s. str.), ostřice mnoholistá (Carex leersiana), ostřice Chabertova (Carex chabertii) a ostřice přetrhovaná (Carex divulsa).